# Танурков Володимир Іванович
Володимир Іванович Танурков (нар. 27 листопада 1977, Леова, Молдавська РСР) — молдовський футболіст, захисник та півзахисник.

## Клубна кар'єра
Народився 27 листопада 1977 року в місті Леова. Футбольну кар'єру розпочав у сезоні 1994/95 років у другій команді «Зімбру». У 1995 році перейшов до кишинівського «Уніспорт-Авто», кольори якого захищав до 1998 року. У 1998 році підсилив тираспольський «Шериф», у якому відіграв два з половиною сезони. Під час зимової перерви сезону 2000/01 років переїхав до України, де підписав контракт зі «Сталлю». Дебютував за алчевську команду 17 березня 2001 року в нічийному (2:2) виїзному поєдинку 15-о туру Вищої ліги проти полтавської «Ворскли». Володимир вийшов на поле в стартовому складі, а на 79-й хвилині його замінив Олександр Матвійчук. За першу команду «Сталі» зіграв 6 матчів, ще 1 поєдинок відіграв за другу команду в Другій лізі. 
З 2001 по 2004 рік виступав за молдовські клуби «Шериф», «Тирасполь», «Політехніка» (Кишинів) та «Агро» (Кишинів). Сезон 2005/06 років провів у швейцарських клубах «Івердон Спортс» та «Шампань». Починаючи з сезону 2006/07 років знову виступав на батьківщині, де виступав за «Зімбру», «Олімпія» (Бєльці) та «Рапід» (Гідігіч). У 2008 році виїхав до Казахстану, де підсилив місцевий «Енергетик-2» (Екібастуз). Дебютував за «енергетиків» 9 березня того ж року в програному (2:4) домашньому поєдинку 1-о туру Суперліги проти «Актобе». Танурков вийшов на поле в стартовому складі та відіграв увесь матч. Зіграв 9 матчів у Суперлізі, ще 1 поєдинок провів у кубок Казахстану. Сезон 2008/09 років провів в «Олімпії» (Бєльці). З 2009 по 2010 рік виступав за футзальну команду «Лексмакс» (Кишинів). У 2010 році виїхав до Швеції, де виступав за нижчоліговий «Сальсокер-Уллонгер». По завершенні сезону 2014 року завершив футбольну кар'єру.

## Кар'єра в збірній
Викликався до національної збірної Молдови, за яку дебютував 2 лютого 2000 року в програному (1:2) виїзному товариському поєдинку проти збірної Вірменії. Танурков вийшов на поле на 60-й хвилині, замінивши В'ячеслава Руснака. Востаннє футболку збірної одягав 25 квітня 2001 року в нічийному (1:1) домашньому товариському поєдинку проти Естонії. Танурков вийшов на поле в стартовому складі, а на 46-й хвилині його замінив Ігор Опря. У складі молдовської збірної зіграв 6 матчів.